# Lobzy (Pilzno)
Lobzy – część ustawowego miasta Pilzna, położona w jego w południowe-wschodniej części. Leży na terenie gminy katastralnej Pilzno 2 i Pilzno 4.